# Virusoide
Un virusoide és un agent infecciós que infecta les plantes només si també es troben infectades d'un virus; es podria dir que el virusoide parasita el virus per reproduir-se. Els virusoides consisteixen en una sola molècula d'ARN monocatenari circular que fa uns quants centenars de nucleòtids i no codifica res més que la seva pròpia estructura.
El primer virusoide es va descobrir en plantes de Nicotiana velutina infectades amb Velvet tobacco mottle virus R2 (VTMOV).
En mida i estructura són semblants als viroides (molècules circulars d'ARN que infecten les plantes però sense necessitat d'un virus que els ajudi). El terme «virusoide» és emprat poques vegades de manera molt general per referir-se a tots els satèl·lits.
Els virusoides, tot i ser estudiats per la virologia no són considerats virus (com sí que ho són altres satèl·lits anomenats virus satèl·lits), sinó partícules subvirals. En la classificació viral apareixen com a «ARN circular satèl·lit» (subgrup 3) dels àcids nucleics satèl·lits.

## Definició
El terme virusoide també pot incloure el virus de l'hepatitis D (HDV). De la mateixa manera que els virusoides vegetals, el HDV és circular, monocatenari i suportat per un virus auxiliar (virus de l'hepatitis B) per formar virions. Tanmateix, els virions posseeixen una mida del genoma molt més gran (~1700 nt) i codifiquen una proteïna. Tampoc mostren cap semblança de seqüències amb el grup virusoide de la planta.